# Kim Mourmans
Kim Mourmans (Maastricht, 1 april 1995) is een Nederlands voetbalspeelster.
Mourmans begon op zesjarige leeftijd bij Gronsveld met voetbal. Daarna ging ze in Eijsden spelen, toen ze werd gescout voor Standard Luik. Met Standard Luik behaalde ze drie maal de Belgische landstitel, en ging ze naar het vrouwenteam van PSV-Eindhoven. In de zomerstop van 2018 werd na drie seizoenen PSV het contract van Mourmans niet verlengd, terwijl ze kampte met een rugblessure. Ze kon bij de Ajax Vrouwen revalideren in het seizoen 2018–19. Na dit seizoen verlaat ze Ajax voor een nieuwe uitdaging. Seizoen 2019–20 speelt ze voor ADO Den Haag. Na een seizoen in Den Haag vervolgde Mourmans haar loopbaan bij Beerse Boys.

## Statistieken
| Seizoen | Club           | Land      | Competitie  | Wedstrijden | Doelpunten |
| ------- | -------------- | --------- | ----------- | ----------- | ---------- |
| 2012/13 | Standaard Luik | Nederland | BeNe League | 8           |            |
| 2013/14 | Standaard Luik | Nederland | BeNe League | 17          | 3          |
| 2014/15 | Standaard Luik | Nederland | BeNe League | 24          | 1          |
| 2015/16 | PSV            | Nederland | Eredivisie  | 24          |            |
| 2016/17 | PSV            | Nederland | Eredivisie  | 20          |            |
| 2017/18 | PSV            | Nederland | Eredivisie  | 13          |            |
| 2018/19 | Ajax           | Nederland | Eredivisie  | 5           | 1          |
| 2019/20 | ADO Den Haag   | Nederland | Eredivisie  | 12          | 0          |
| Totaal  | Totaal         | Totaal    | Totaal      | 123         | 5          |

Laatste update: oktober 2021

## Interlands
Mourmans speelde in 2015 twee wedstrijden voor de Oranjeleeuwinnen.

## Privé
Mourmans woont in Brabant.
1 Lorsheijd ·
2 Vonk ·
3 Noordermeer ·
4 Pijnacker Hordijk ·
5 Nelemans ·
6 Raaijmakers  ·
7 Van Raay ·
8 Van den Goorbergh ·
9 Loonen ·
10 Van Oosten ·
11 Viehoff ·
14 Remmers ·
15 Van den Ende ·
16 Grimmius ·
18 Glotzbach ·
19 Boerboom ·
20 Van Mierlo ·
21 Burgers ·
23 Dupon ·
24 Van Egmond ·
35 Bol ·
Coach: Glotzbach
Assistent-coach: Van Tol